# AGO Flugzeugwerke
Die AGO Flugzeugwerke waren zwei deutsche Flugzeugbauunternehmen, die unter dem Namenskürzel AGO von 1912 bis 1918 in Johannisthal und von 1934 bis 1945 in Oschersleben existierten. Die Bezeichnung AGO hatte nacheinander verschiedene Bedeutungen, zuletzt stand sie für Apparatebau GmbH Oschersleben. Auf ihrem Höhepunkt hatte diese Firma rund 4500 Beschäftigte.

## AGO Flugzeugwerke GmbH Johannisthal
Das ursprüngliche Unternehmen wurde 1909 in München als Aeroplanbau Otto-Alberti von Gustav Otto und Herbert Alberti gegründet. Bereits 1909 begann Gustav Otto mit Ingenieur Hans Geisenhof einen Flugmotor von 50 PS zu konstruieren, den er mit dem Firmenzeichen AGO (Aeromotor Gustav Otto) versah. 1911 verließ Alberti das Unternehmen, die Firma wurde in Gustav Otto Flugmaschinenwerke umbenannt. Der leitende Konstrukteur Gabriel Letsch entwarf 1912 einen Doppeldecker mit Gitterrumpf und hinten liegendem Motor mit Druckschraube, der bald zum Standardflugzeug der Bayerischen Fliegertruppe wurde.
Um auch Aufträge vom preußischen Militär zu bekommen, gründete Otto am 12. April 1912 am Flugplatz Johannisthal bei Berlin die Zweigniederlassung AGO Fluggesellschaft GmbH. Hauptgeschäft war der Vertrieb und die Wartung von Flugzeugen der Gustav Otto Flugmaschinenwerke und der Betrieb einer Flugschule.
Umbenannt in AGO Flugzeugwerke GmbH entwickelte sich die Generalvertretung der Ottowerke ab Mai 1912 unter der Leitung von Hermann Fremery (Technischer Direktor), Elisabeth Woerner (Kaufmännischer Direktor) und Ellery von Gorrissen (Vertriebsleiter und Leiter der Flugschule) bald zu einem eigenständigen Unternehmen.
Anfangs wurden die Gitterrumpf-Doppeldecker für Johannisthal noch in München hergestellt und dann bei AGO zusammengebaut. Doch spätestens im Frühjahr 1913 begannen die AGO Flugzeugwerke mit der Produktion eigener Flugzeuge, dafür wurde auf dem Grundstück Waldstraße 12 bis 15 eine Fabrik errichtet. AGO versuchte nun, durch die Entwicklung von Beobachtungsflugzeugen an Militäraufträge zu gelangen. Erstes Modell war ein sogenannter Pfeil-Doppeldecker des Konstrukteurs Gabriel Letsch, der im September 1913 auf der Berliner Herbstflugwoche vorgestellt wurde. Doch durch den Absturz des Piloten Richard Remus mit einem dieser Flugzeuge verlor das Militär das Interesse an dem Doppeldecker und AGO gab die Weiterentwicklung auf; auch ein Kavallerie-Eindecker von Letsch brachte nicht die erhofften Aufträge.
Auf Veranlassung des Reichsmarineamtes entstand bei AGO Ende Dezember 1913 eine Kopie des britischen Avro 503 Wasserflugzeugs, das bereits Ende Januar 1914 zur Abnahmeprüfung zum Marinestützpunkt Kiel-Holtenau überführt wurde. Der Prototyp erhielt die Kennung D 19 und stellte die Marine offenbar zufrieden, denn die AGO erhielt einen Auftrag für weitere 10 Maschinen. Doch die Abnahmekommission verweigerte nach der Lieferung die Übernahme der ausgelieferten Wasserflugzeuge und schickte sie zur Nachbesserung an den Hersteller zurück.
Im Frühjahr 1914 begann der Schweizer August Haefeli bei den AGO Flugzeugwerken als leitender Konstrukteur zu arbeiten. Haefeli entwickelte für den im Sommer 1914 geplanten zweiten Seeflugwettbewerb in Warnemünde ein Flugzeug mit Druckpropeller auf Schwimmern. Drei fertiggestellte Prototypen des Wasserflugzeuges wurde auf dem Flugplatz Warnemünde eingeflogen.
Beim Ausbruch des Ersten Weltkriegs beschlagnahmten das Deutsche Heer und die Kaiserliche Marine in Johannisthal und auf dem Stützpunkt Hohe Düne sämtliche Flugzeuge, bei AGO wurde die Flugschule aufgelöst und fast alle Arbeiter zum Militär eingezogen. Haefeli verließ Deutschland und versah seinen Dienst bei der Schweizer Armee. Außerdem war die AGO noch mit der Revision der beanstandeten Wasserflugzeuge beschäftigt, daher konnten Haeflis bereits vorliegende Entwürfe nicht sofort umgesetzt werden. Erst im Frühjahr 1915 wurde der Doppeldecker mit der Werksbezeichnung DV.3 fertiggestellt. Seine Leistung fiel jedoch unerwartet schlecht aus und es blieb bei einem Prototyp.
Fremery und Letsch griffen nun auf den Entwurf Haeflis für ein Doppelrumpfflugzeug zurück. Der mit einer Druckschraube angetriebene Doppeldecker AGO C.I wurde ab Sommer 1915 in Johannisthal in einer kleinen Serie produziert und in leicht abgewandelter Form auch bei den Ottowerken in München gebaut. Mit einem stärkeren Motor und vergrößerter Tragfläche sollte die Leistung des Doppeldeckers noch einmal optimiert werden. Obwohl der Typ C.II außer größerer Reichweite keine besonderen Verbesserungen aufwies, übernahm die Marine 15 Maschinen als Landflugzeug und zwei Prototypen der C.IIw mit Schwimmern. Von dem Nachfolgemodell AGO C.III entstand nur ein Prototyp.
Bis in den Sommer 1916 wurden die AGO Doppelrumpfflugzeuge an der Front oder bei Trainingseinheiten eingesetzt, neue Aufträge erhielt das Flugzeugwerk jedoch nicht. Um ihre vorhandenen Produktionskapazitäten auszulasten, übernahm das Werk den Lizenzbau des Aufklärers LVG C.II, von dem bis Kriegsende rund 400 Exemplare bei AGO gebaut wurden.
Daneben entwarf die Konstruktionsabteilung weitere Prototypen, von denen AGO Ende 1916 nur noch für die AGO C.IV einen Bauauftrag über 260 Exemplare erhielt. Offensichtliche Probleme führten zu mehrfachen Modifizierungen; von den bestellten Flugzeugen konnten bis Ende 1917 nur rund 70 Exemplare ausgeliefert werden, ausstehende Aufträge wurden gestrichen.
Trotz intensiver Arbeit in der Konstruktionsabteilung erhielt AGO für die folgenden Prototypen AGO C.V bis C.IX und das Schlachtflugzeug S.I keinen Fertigungsauftrag von Heer oder Marine.
Fremery und Woerner führten bereits im November 1915 Verhandlungen mit der Flugtechnischen Abteilung der AEG und trafen eine Beteiligungsvereinbarung; ihr Ziel war die Reorganisation und Erweiterung des Betriebes.
Am 23. September 1918, kurz vor Ende des Krieges, wurden die AGO Flugzeugwerke an die AEG verkauft. Der Firmenname AGO blieb im Besitz von Familie Fremery.

## Flugzeugtypen der AGO Flugzeugwerke Johannisthal (Auswahl)

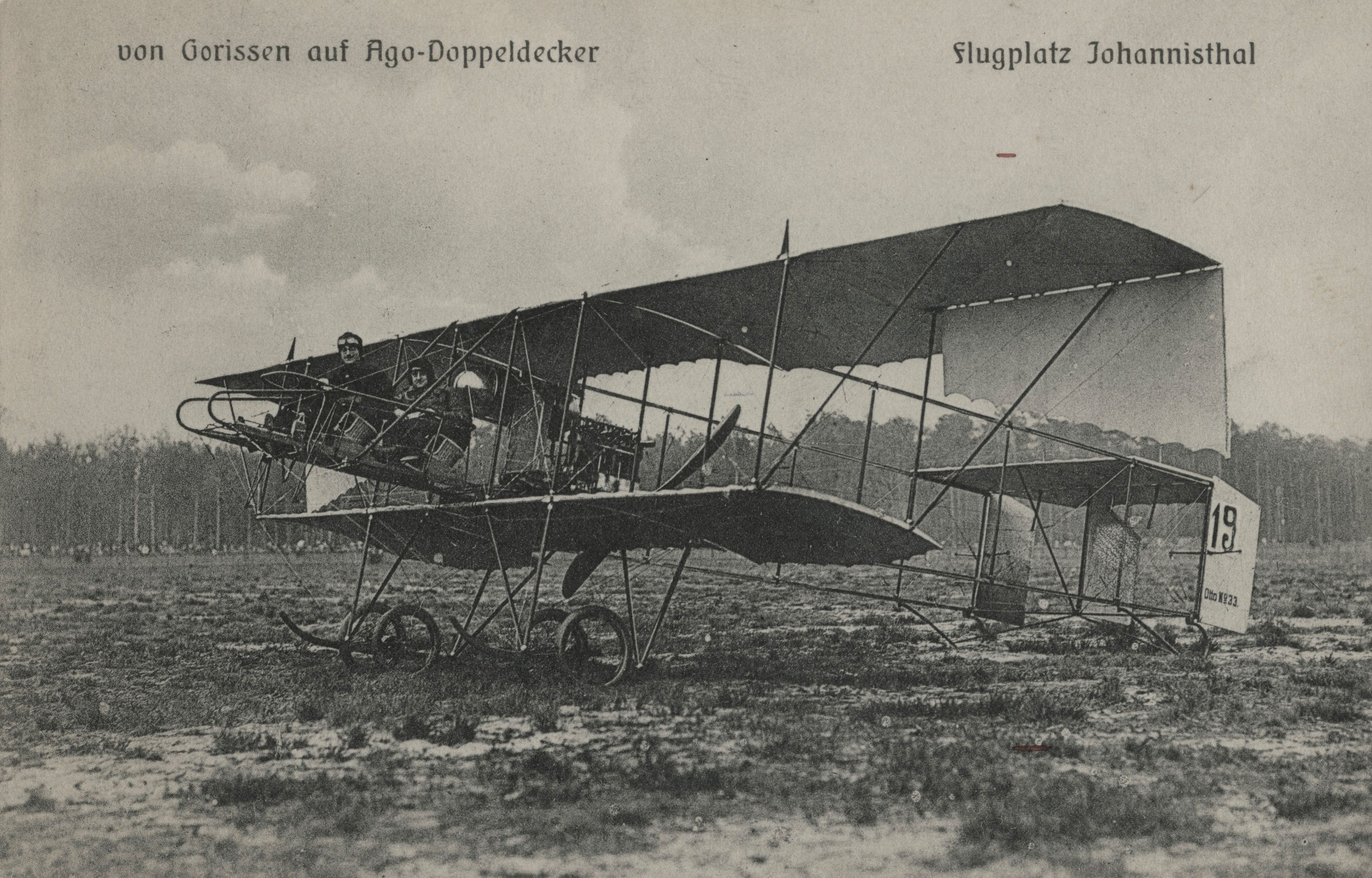
Ellery von Gorrissen auf AGO Doppeldecker (Otto Nr. 33) mit der Startnummer 19 auf der Frühjahrsflugwoche in Johannisthal (1912)
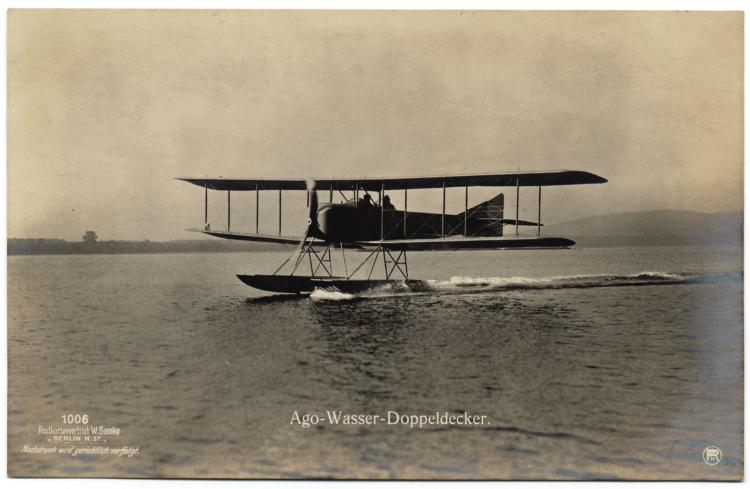
AGO Wasser-Doppeldecker beim Testflug auf dem Müggelsee (1914)
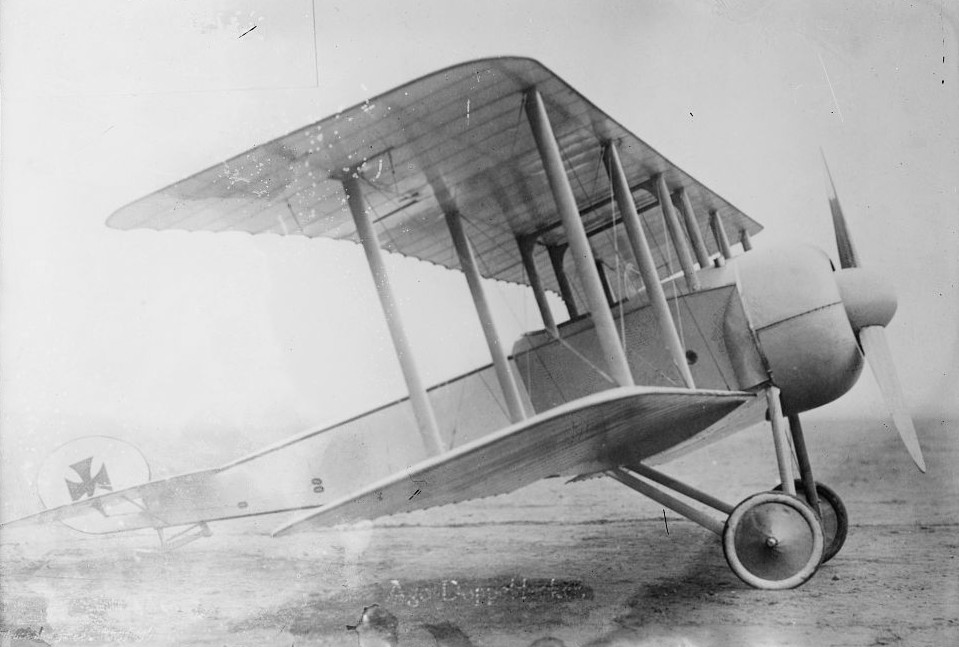
AGO DV.3-Prototyp mit 100 PS Oberursel (1915)
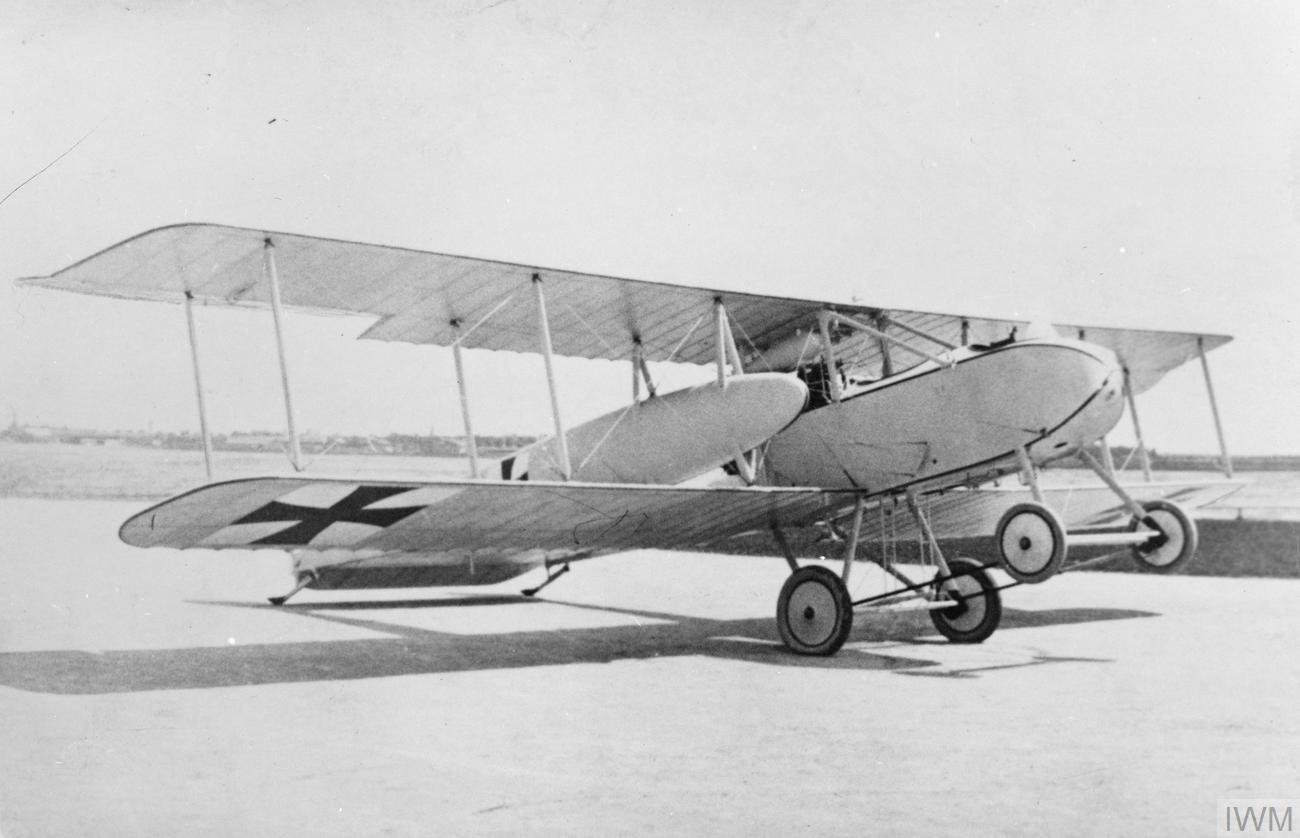
AGO C.I – Bewaffneter Aufklärer mit Doppelrumpf und Stoßfahrgestell (1915)
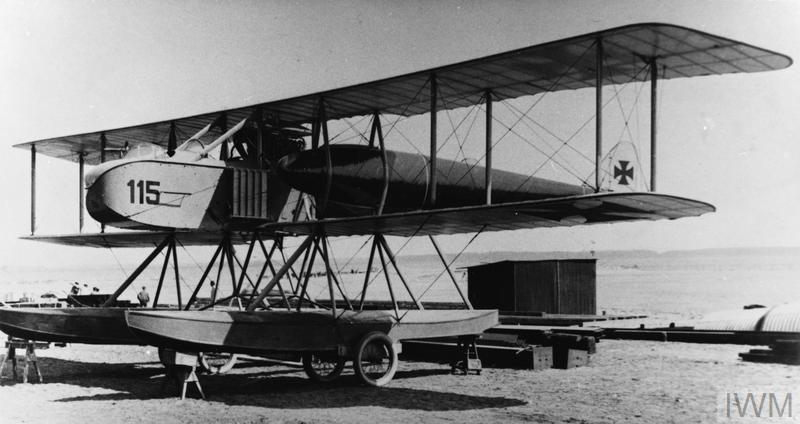
AGO C.I W – Seeaufklärer (Marinenummer 115) mit 150-PS-Benz-Motor (1915)
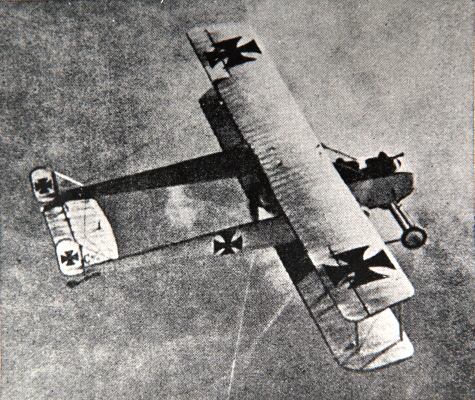
AGO C.II – Aufklärer (1915)
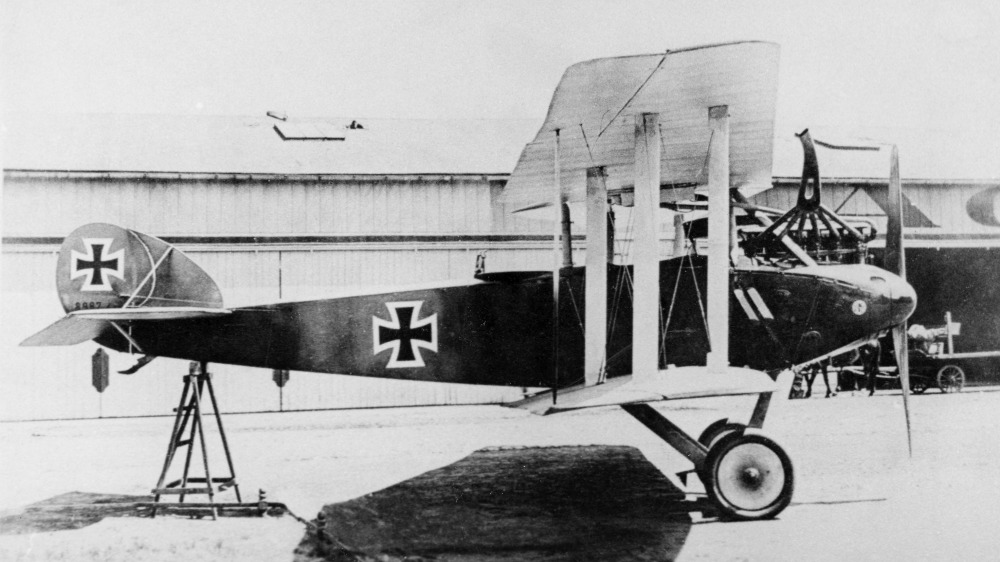
AGO C.IV (C.8987/16) – konventioneller Aufklärer mit trapezförmigen Tragflächen (1916)
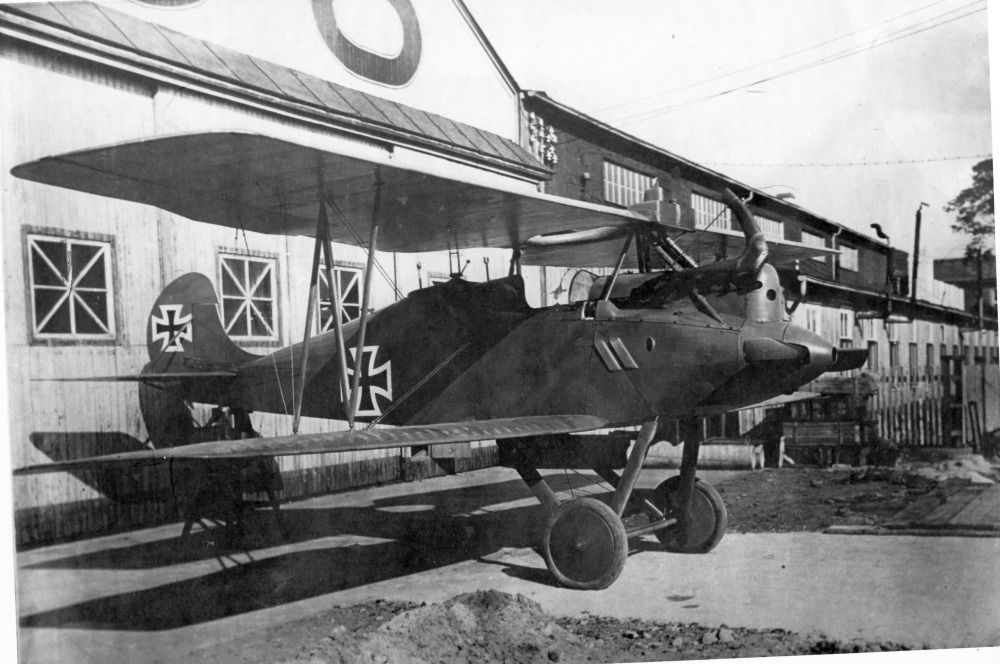
Der überarbeitete AGO C.V-Prototyp erhielt eine erhöhte Beobachterkanzel (1916)
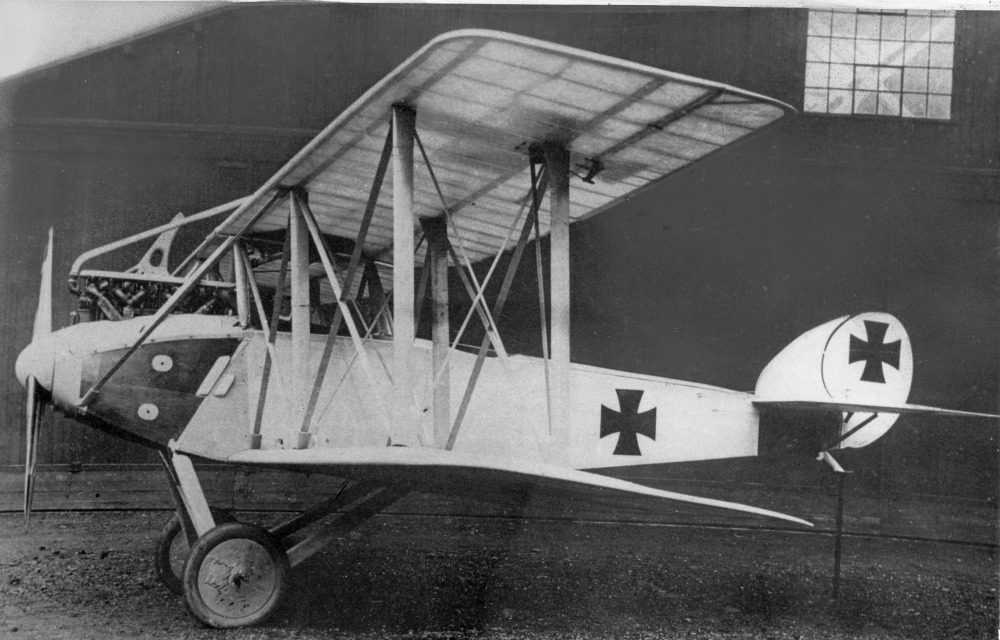
AGO C.VIIa – Versuchsmuster mit Stahlbändern anstelle von Spanndrähten zwischen den Tragflächen (1916)
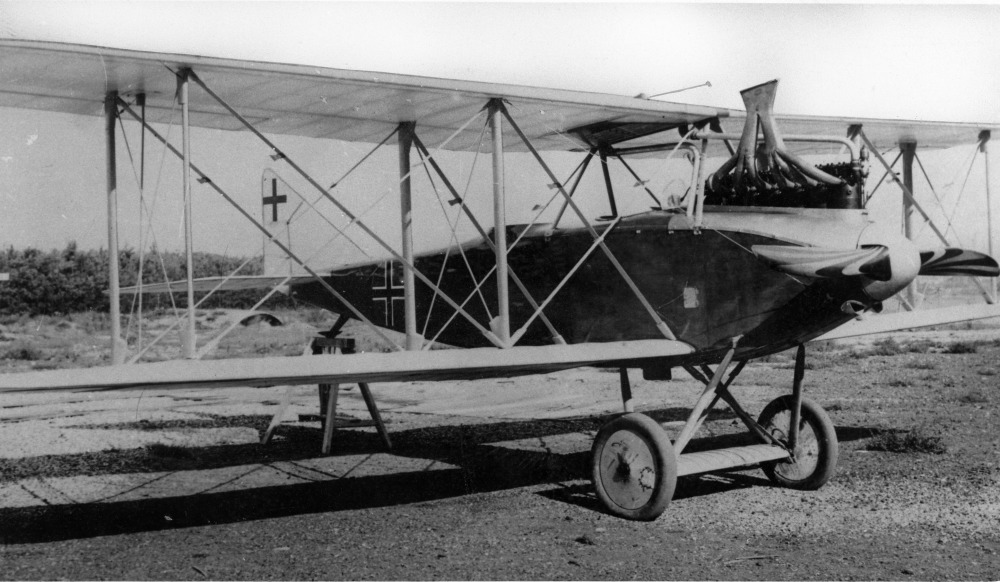
AGO C.VIII – Aufklärer (1917)
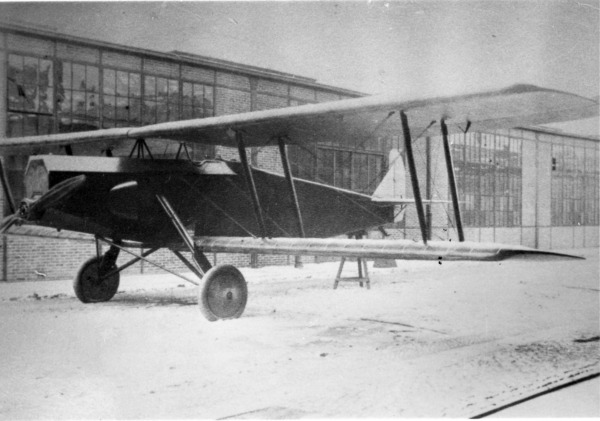
AGO S.I – Gepanzertes Schlachtflugzeug mit Basse&Selve-Motor (1918)

## Apparatebau GmbH Oschersleben
In Oschersleben wurde 1921 ein 20 ha großer Betrieb von der Sudenburger Maschinenfabrik und Eisengießerei AG erworben und zunächst ausgebaut. Doch bereits 1925 musste das Zweigwerk schließen. Einige Jahre ruhte die Produktion, bis am 30. Juni 1930 die Zwangsversteigerung erfolgte.
Bei einer Besichtigung durch Vertreter der Gesellschaft für elektrische Unternehmungen Ludwig Loewe AG (Gesfürel AG) Berlin und des Stahlwerk Mark (Köln) erwiesen sich die vorhandenen Betriebsräume als solide und ausbaufähig. Mit Unterstützung des Reichsluftfahrtministeriums (RLM) erwarben sie die Hallen und gründeten am 18. August 1934 ein Flugzeugwerk unter der Tarnbezeichnung Apparatebau GmbH Oschersleben (AGO). Am Ortsrand wurde ein hochmodernes Werk aufgebaut, einschließlich einer Siedlung für die Arbeitskräfte und deren Familien.
Anfangs waren nur Lizenzbauten anderer Flugzeugfirmen geplant,
trotzdem erfolgte unter der Leitung von Geschäftsführer Richard Heim die Gründung eines betriebseigenen Konstruktionsbüros, in dem Paul Klages im April 1935 die Stelle des Chefkonstrukteurs übernahm. Bekannt geworden ist das ohne Auftrag vom RLM entwickelte Reiseflugzeug Ao 192 Kurier von 1935, von dem aber nur sechs Exemplare gebaut wurden. Auch ein Zerstörerprojekt mit der Bezeichnung Ao 225 wurde ausgearbeitet, kam aber über Windkanal-Modelluntersuchungen nicht hinaus. Die RLM-Nummer 225 wurde an Focke-Achgelis weitergegeben. Das Konstruktionsbüro bei AGO schloss zum 31. März 1939.
Die ersten Lizenzaufträge für das neue Werk beliefen sich auf 36 Jäger Arado Ar 65, anlässlich des Tages der Arbeit am 1. Mai 1935 machte eine Ar 65 mit der Werknummer 1 und der Kennung D-IBOI ihren Erstflug. Es folgten Aufträge über 197 Schulflugzeuge Arado Ar 66, 77 Jäger Heinkel He 51.
Am 14. Mai 1936 beschloss die Gesellschafterversammlung die Änderung des Firmennamens in AGO Flugzeugwerke GmbH Oschersleben (Bode).
Im selben Jahr erhielt AGO  vom RLM einen Auftrag über 140 Sturzkampfflugzeuge Henschel Hs 123, mit dem auch die Ganzmetallbauweise bei AGO Einzug hielt. Die Flugzeuge wurden bis Ende 1937 ausgeliefert. Danach entstanden 241 Übungsflugzeuge Gotha Go 145 und 223 Arado Ar 96 in Oschersleben.
1937 ging ein Auftrag über 150 Aufklärer Henschel Hs 126 bei der Firma ein, der im Sommer 1938 auf 390 Exemplare erhöht wurde. Die Fertigung von Henschel Hs 126B endete im Mai 1941 mit der Auslieferung der letzten von insgesamt 380 gebauten Maschinen. Zwischen März 1937 und März 1938 verließen 121 Schulflugzeuge Focke-Wulf Fw 44 die Werkshallen von AGO.
Anfang 1938 kamen die ersten Jagdflugzeuge Messerschmitt Bf 109 in die Fertigung, zunächst noch in der Ausführung D (128 Stück), dann E und F. Das Flugzeugwerk wurde am 1. Mai 1941 von der Deutschen Arbeitsfront mit der Goldenen Fahne als Nationalsozialistischer Musterbetrieb ausgezeichnet.  Schließlich bildete ab Oktober 1941 die Focke-Wulf Fw 190 in ihren fortlaufend verbesserten Ausführungen (Baureihen A-2 bis A-8) den Hauptteil der Produktion. Bis April 1945 verließen etwa 3.500 Fw 190 die AGO-Werke Oschersleben.

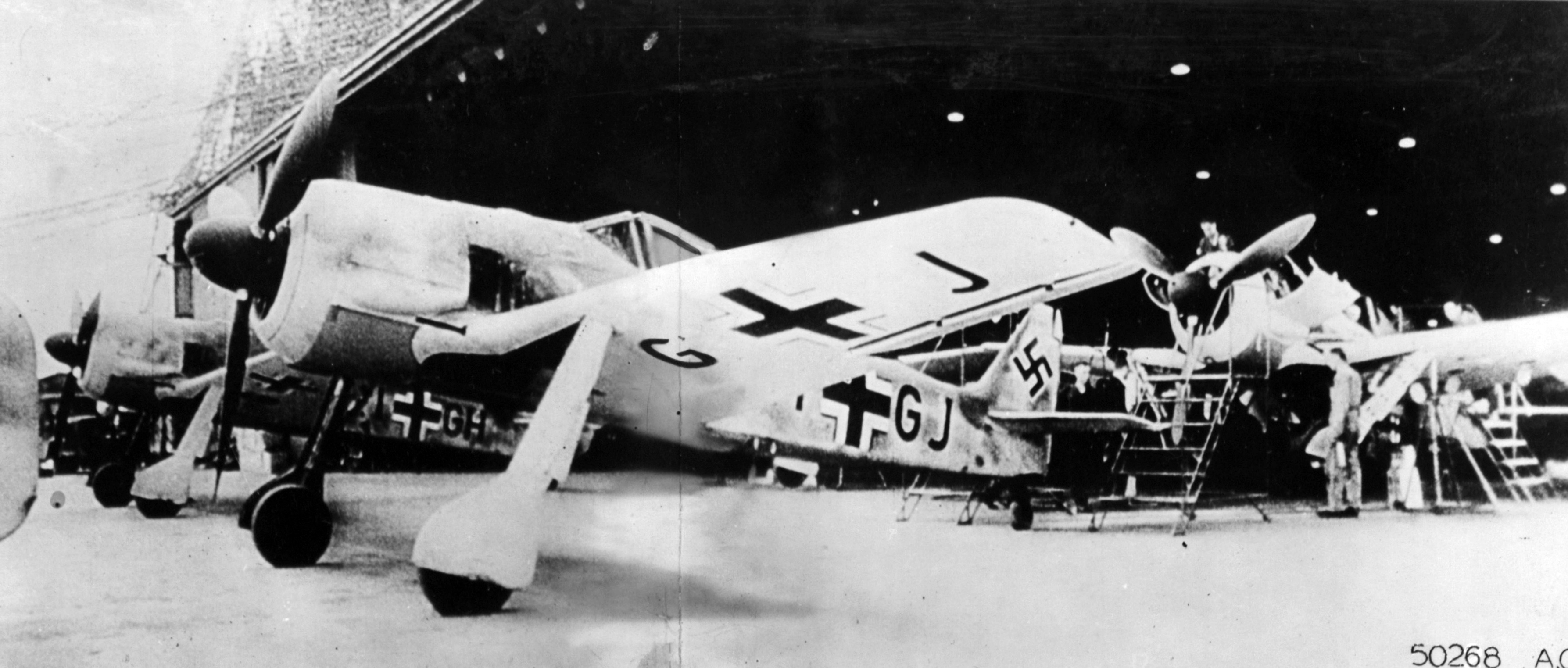
Focke-Wulf FW-190A vor einem getarnten Hangar der AGO Flugzeugwerke (1944)

In den Werken mussten mehrere hundert Kriegsgefangene sowie Frauen und Männer aus von Deutschland besetzten Ländern Zwangsarbeit verrichten, wobei mindestens 71 ihr Leben verloren.

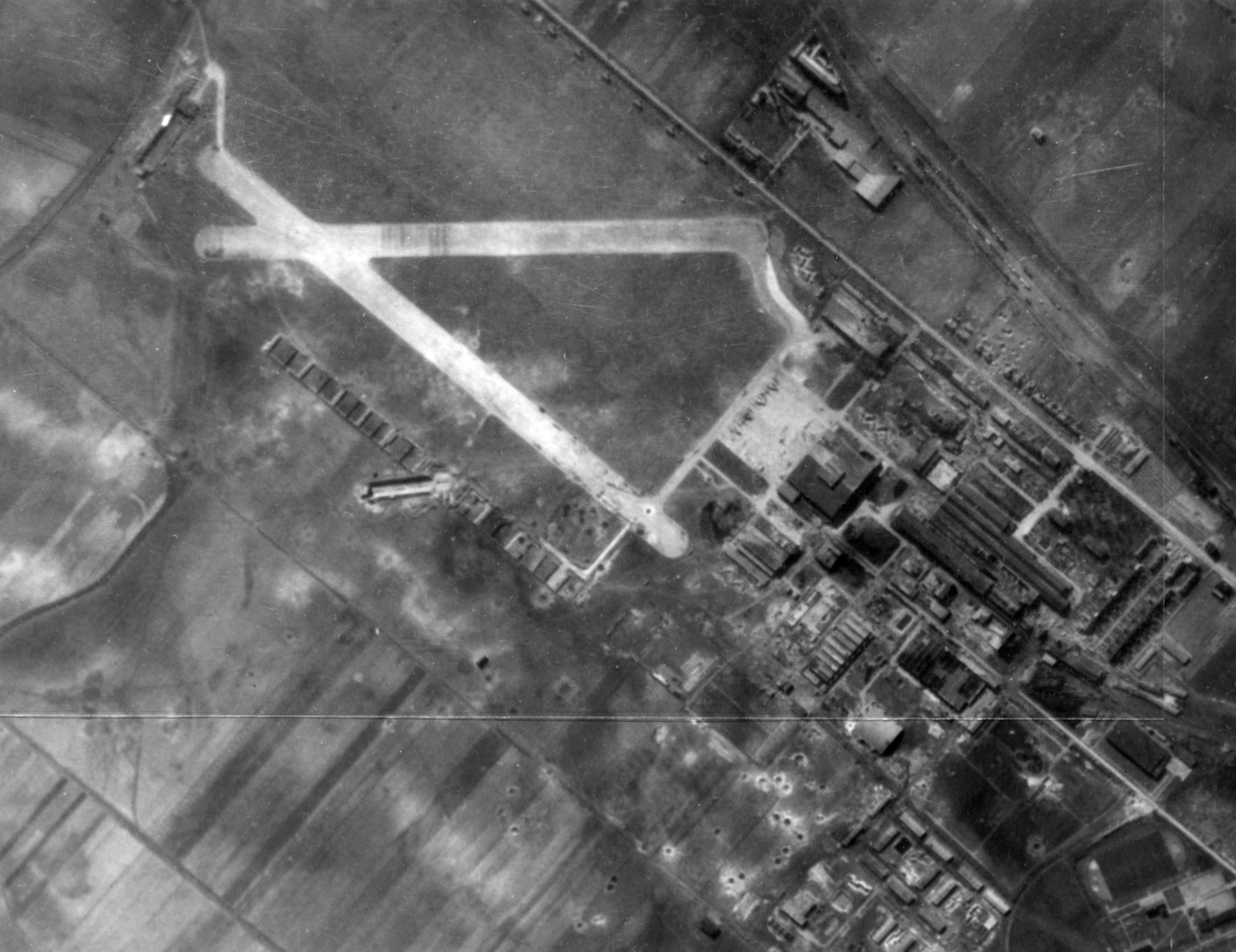
Die AGO Flugzeugwerke nach einem Bombenangriff im April 1944

Ab Juli 1943 bis Juni 1944 erfolgten immer wieder schwere amerikanische Luftangriffe auf Oschersleben. Die Produktion der verschiedenen Baugruppen der Fw 190 erfolgte zunehmend nur noch dezentralisiert und unter Tage (alte Kali- und Steinsalzschachtanlagen) in Zweigwerken, wie Hadmersleben und Bleiche. Lediglich die Endmontage wurde noch, unter schwierigsten Bedingungen, im Stammwerk Oschersleben selbst vorgenommen. Die Produktion von Focke-Wulf-Jagdflugzeugen lief noch bis einige Tage vor der Besetzung von Oschersleben durch die U.S. Army am 11. April 1945.

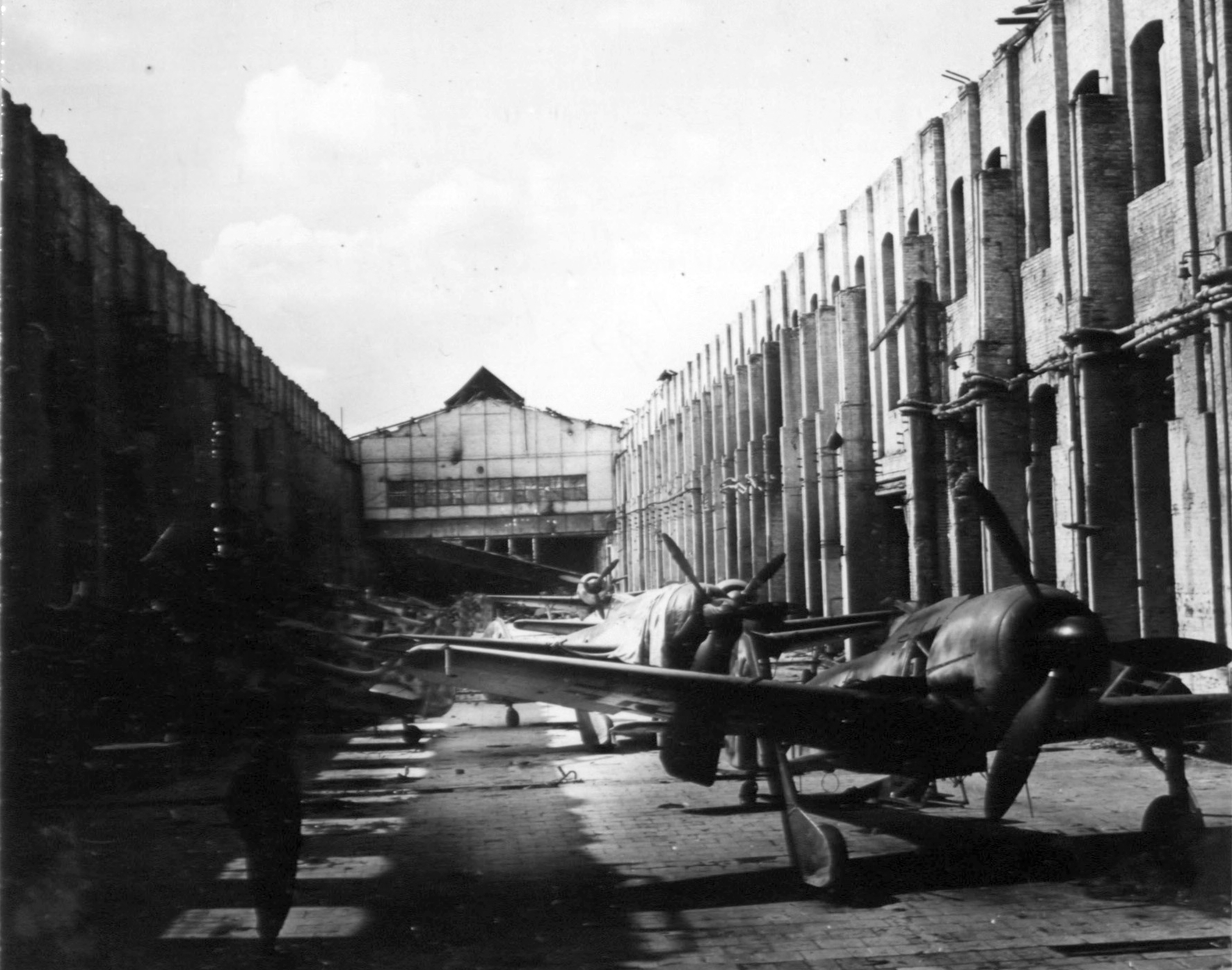
Nicht fertiggestellte Focke-Wulf Fw 190 A-8 in einer schwer beschädigten Werkhalle (Mai 1945)

Bei Kriegsende wies das Werk schwerste Schäden auf; es war zu 80 % zerstört. Es folgte die Demontage unter Regie der Roten Armee, die Anfang Juli 1945 die Amerikaner als Besatzungsmacht abgelöst hatte. Davon waren das Stammwerk und die unzerstörten Zweigwerke betroffen. Bis 1947 wurden die Überreste der Fabrikhallen von sowjetischen Soldaten gesprengt und 1950 das Unternehmen AGO auch formal abgewickelt.

## Flugzeugtypen der Apparatebau GmbH Oschersleben (Auswahl)

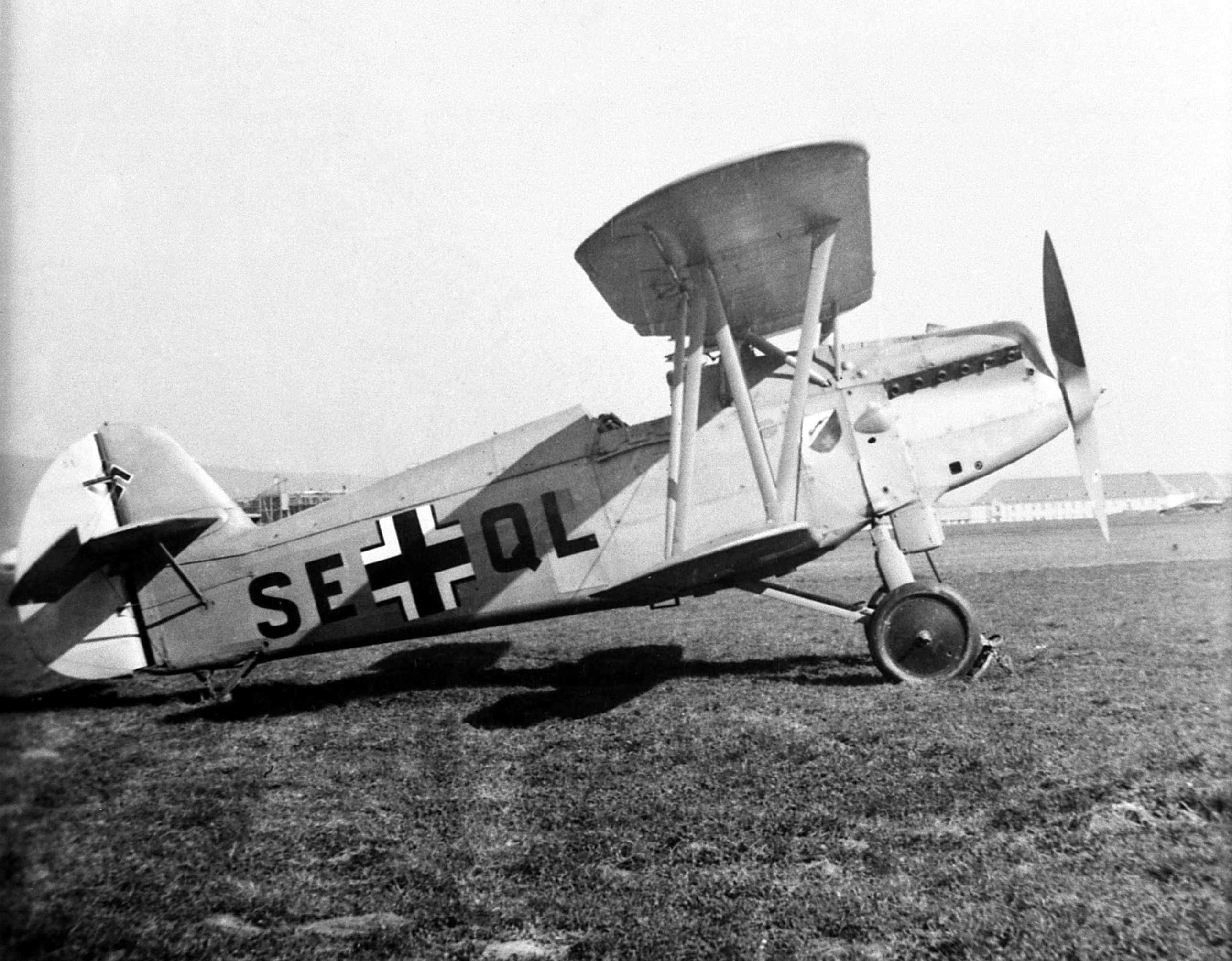
Mit der Lizenzproduktion von Arado Ar 65 begannen die AGO Flugzeugwerke ab Januar 1935.
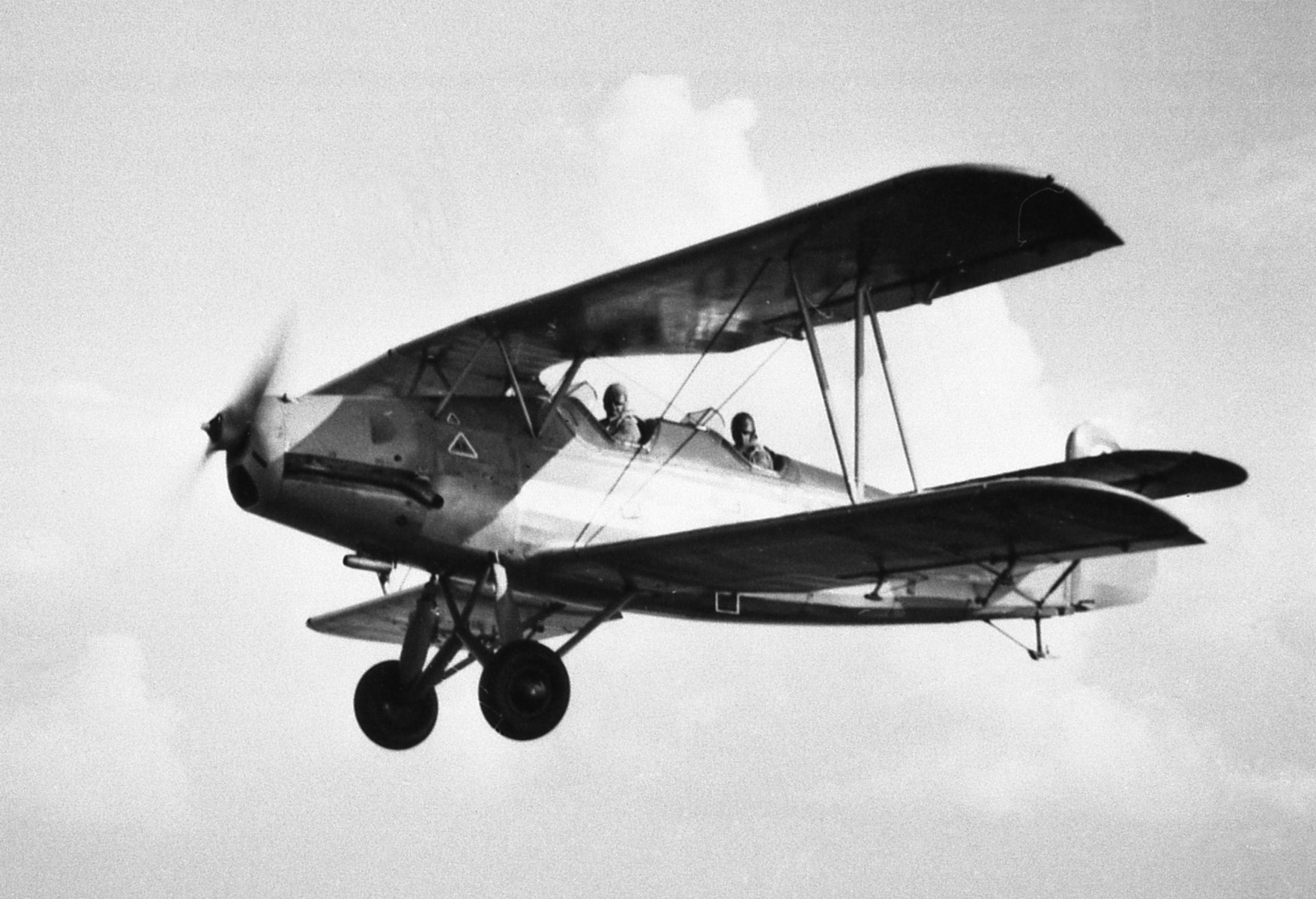
197 Schulflugzeuge Arado Ar 66 entstanden in Oschersleben.
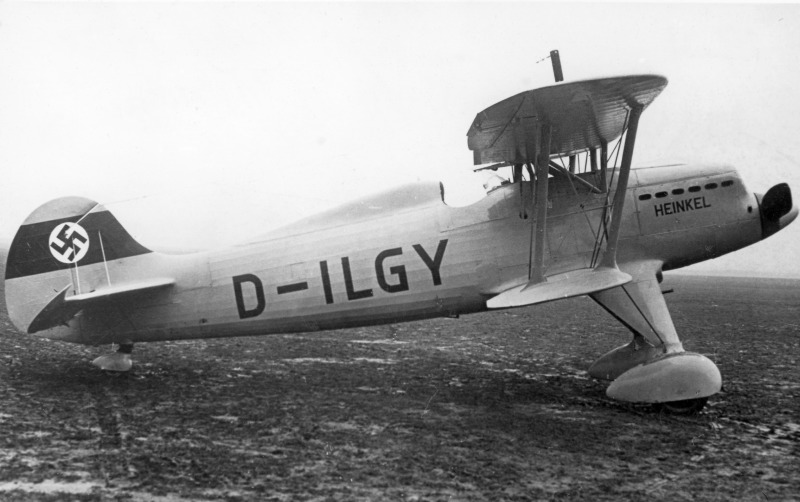
Etwa 77 Heinkel He 51 wurden bis Oktober 1936 gebaut.
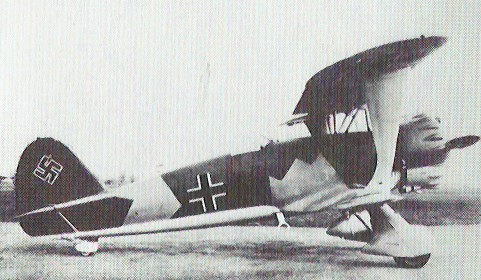
Bis Ende 1937 lieferte AGO 140 Henschel Hs 123 aus.
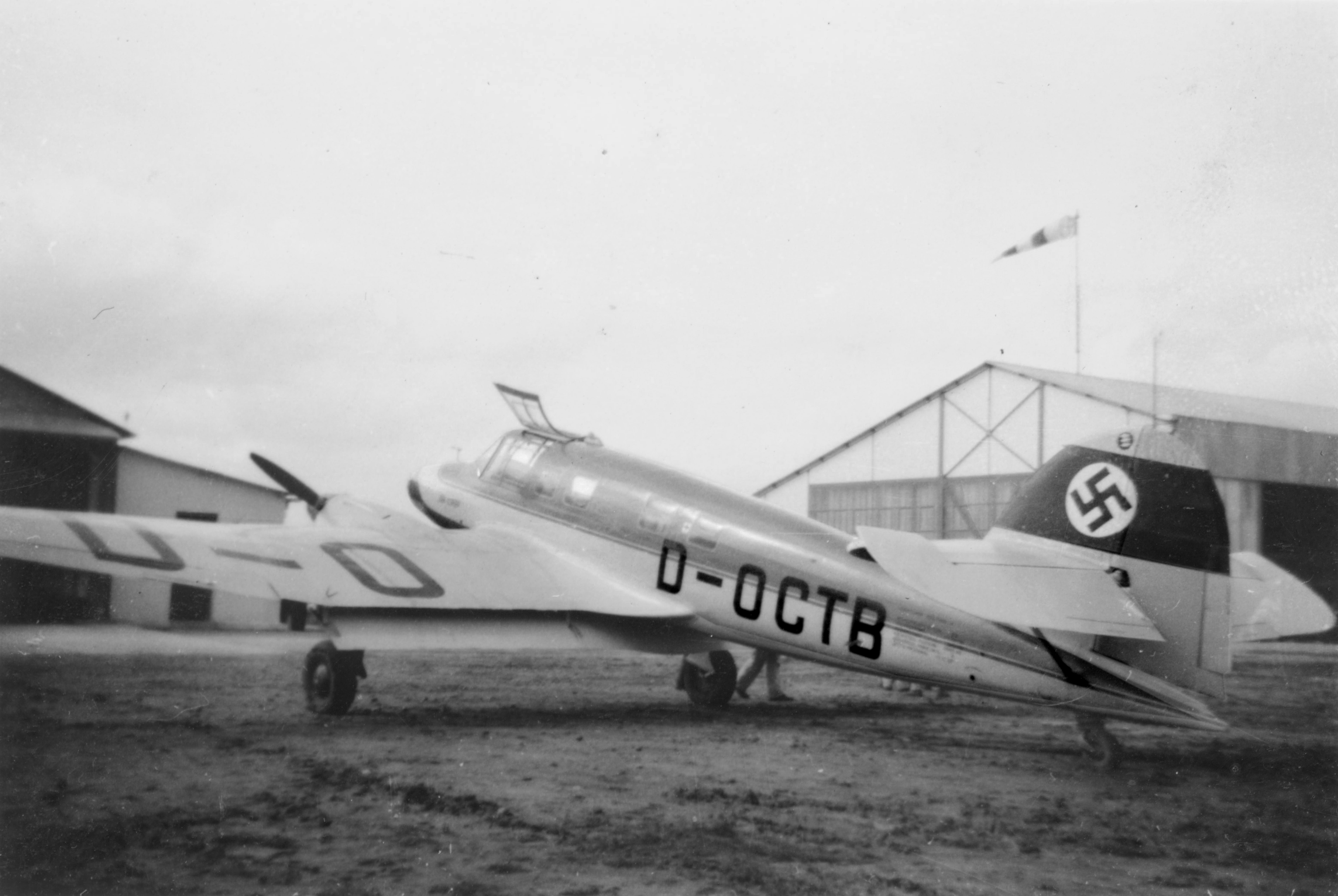
Nur sechs Reiseflugzeuge AGO Ao 192 wurden in Oschersleben gebaut.
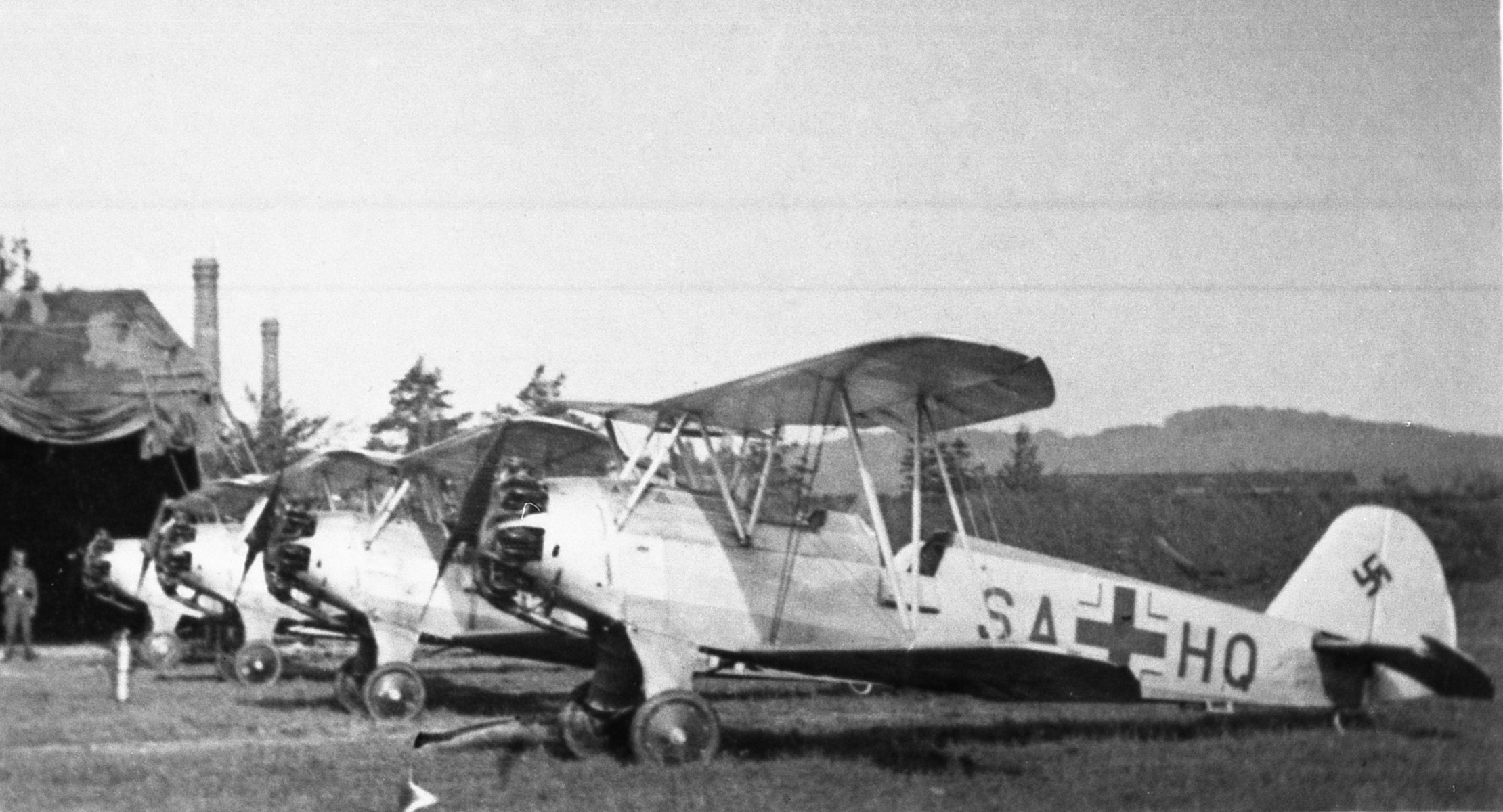
AGO stellte bis Mitte 1937 rund 121 Maschinen des Schulflugzeugs Focke-Wulf Fw 44 „Stieglitz“ her.
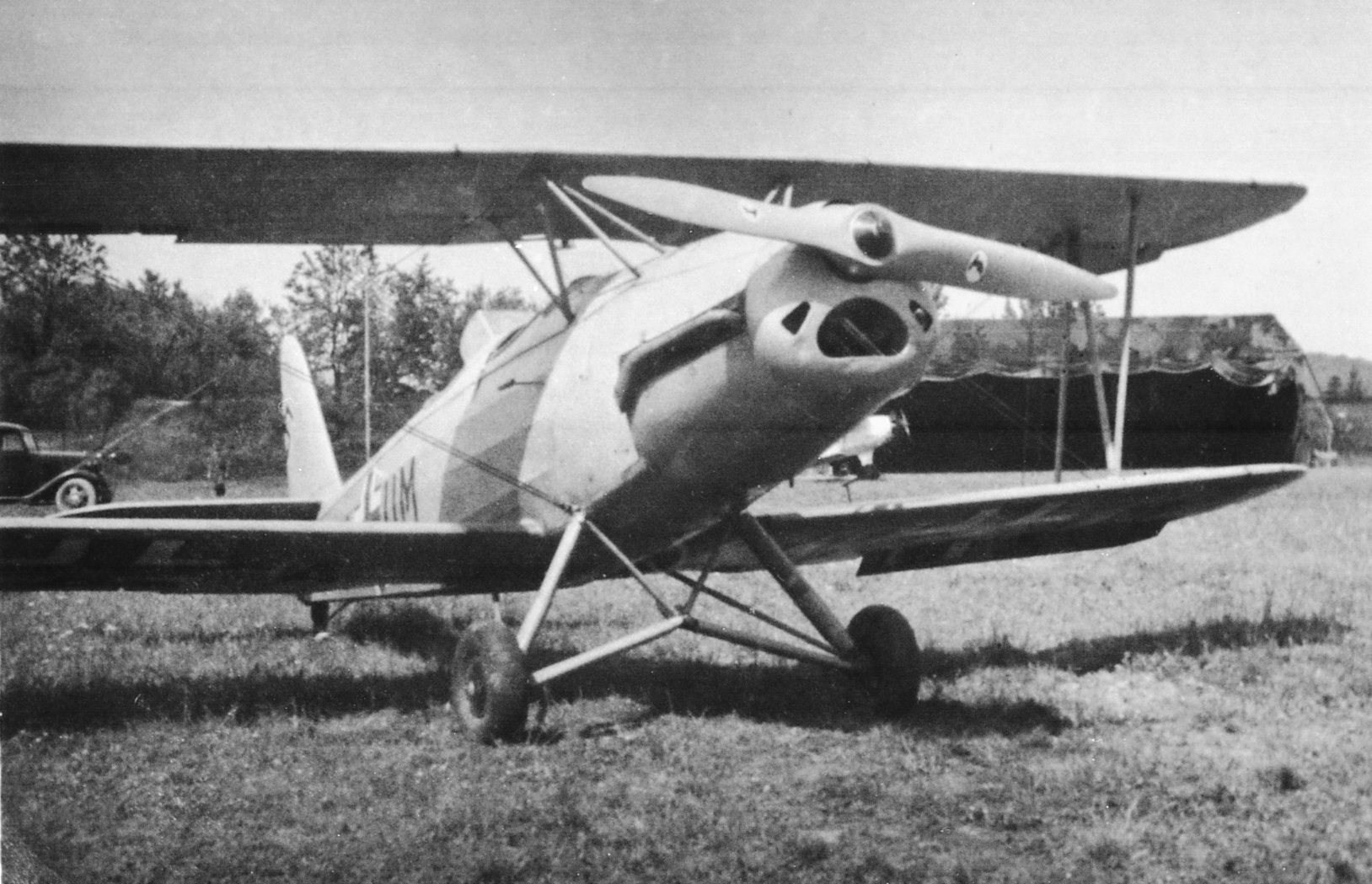
Ab März 1937 wurde in Oschersleben mit der Gotha Go 145 ein weiteres Schulflugzeug in Lizenz gefertigt.
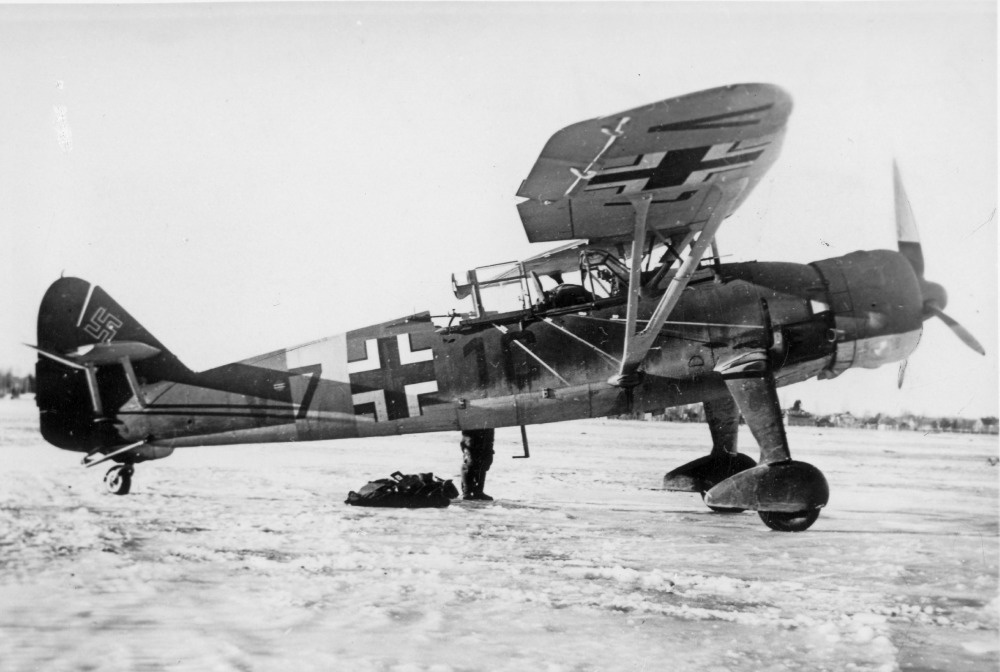
Mehr als 430 Nahaufklärer Henschel Hs 126 verließen ab Mitte 1937 die Fertigungshallen in Oschersleben.
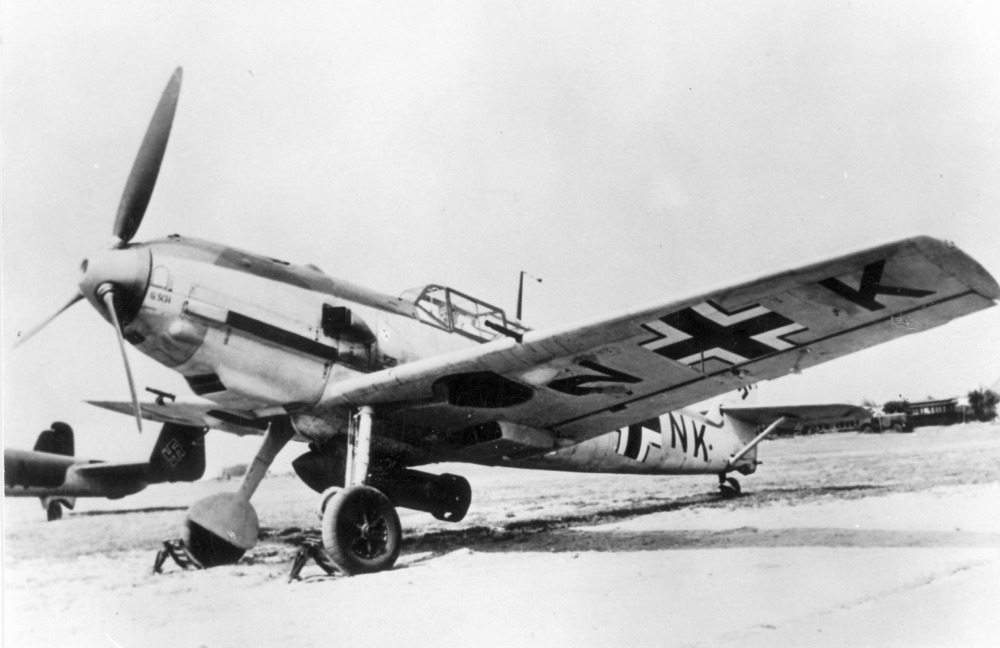
Neben Arado, Erla und Fieseler lieferte auch AGO ab August 1938 Lizenzbauten der Messerschmitt Bf 109.
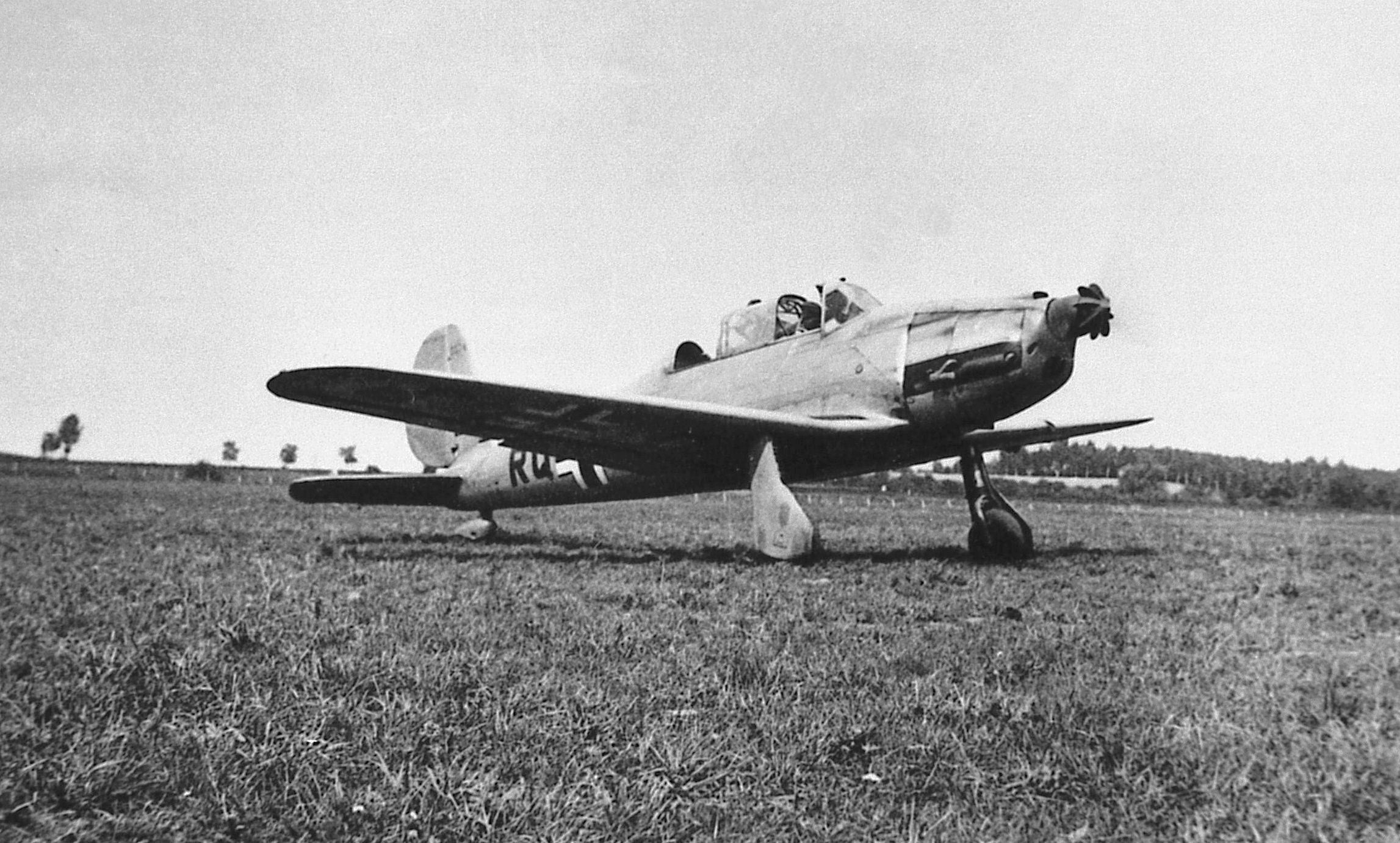
Im August 1939 lief die Serienproduktion des Schulflugzeuges Arado Ar 96 auf Hochtouren.
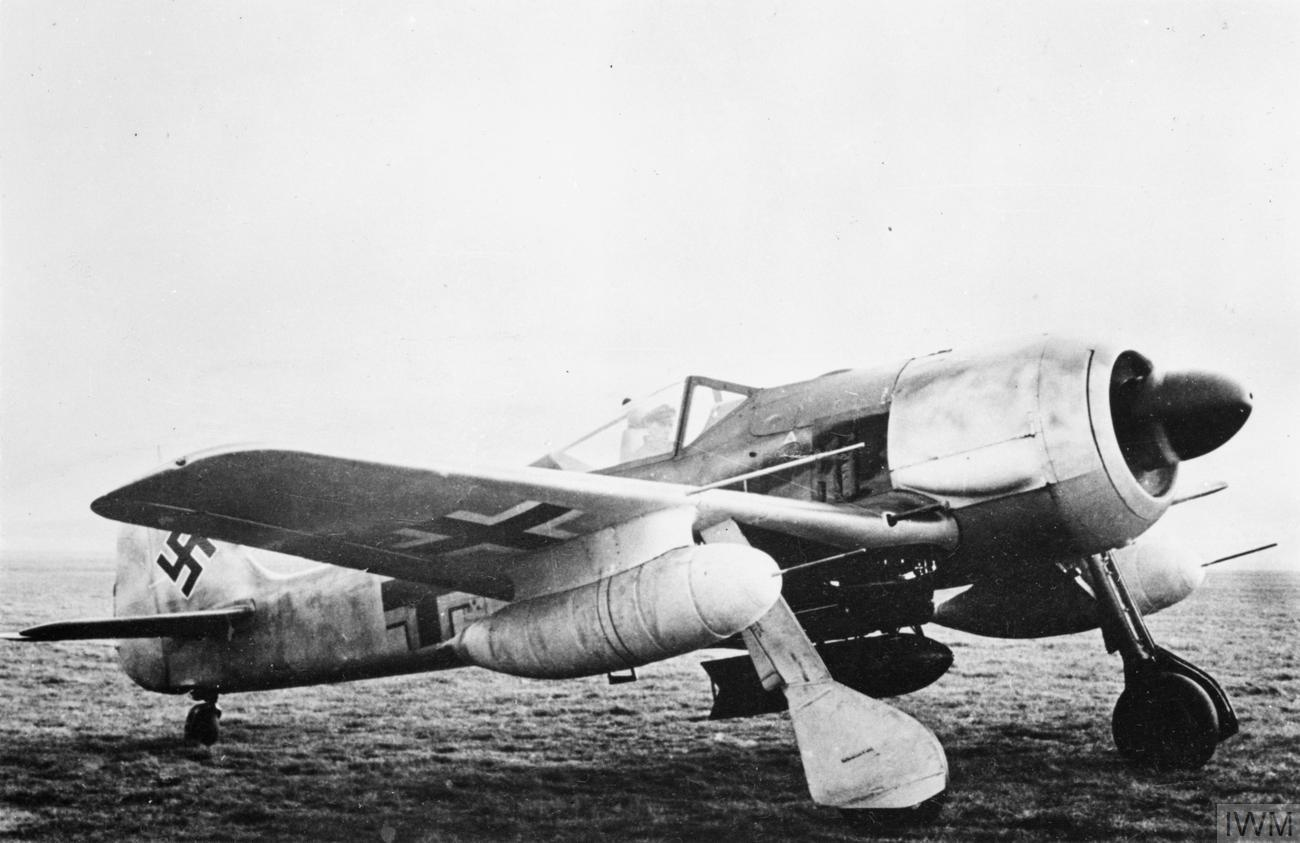
Die Produktion des Jagdflugzeugs Focke-Wulf Fw 190 begann bei AGO im August 1941.